# El cuento
El cuento es una película de Argentina filmada en colores dirigida por Claudio Perrin sobre su propio guion que se estrenó el 3 de octubre de 2019.

## Reparto
Participaron del filme los siguientes intérpretes:
- Claudia Schujman
- Zahir Perrin
- David Edery

## Comentarios
El director declaró:

” “La principal motivación para realizar El cuento fue hacer una película con mi hijo… Una película cuyo relato sirva para que no pierda la esperanza, es un legado para él en el futuro. ¿Por qué hacer una película y no un video hogareño? Porque quiero registrarlo en el lugar más preciado para mí, el cine…. es una película de amor. Si hay películas que reflejan los claroscuros del alma, mi intención es que esta sea una película luminosa”

El jurado del Festival Koqix Indie dijo del filme:

”Perrin logró, con pocos medios, dar forma a una película que ni siquiera parece de bajo presupuesto. Buena fotografía y dirección muy interesante, absolutamente funcional a la historia. Los actores principales, con grandes habilidades, logran dar vida a una historia de extraordinaria sensibilidad."

## Premios
Festival Koqix Indie (Turín, Italia) 2020
- "El Cuento", de Claudio Perrín, ganador del Primer Premio